# Nychiodes variabila
Nychiodes variabila là một loài bướm đêm trong họ Geometridae.